# FC Bayern München/Saison 2019/20
Dieser Artikel beschreibt den Verlauf der Saison 2019/20 des FC Bayern München. Der Verein trat in der Saison in der Fußball-Bundesliga an und belegte den ersten Tabellenplatz. Der Verein gewann ebenfalls den DFB-Pokal sowie die UEFA Champions League.
Der Verein gewann ebenfalls den DFL-Supercup, den UEFA Super Cup und die FIFA-Klub-Weltmeisterschaft im Anschluss an die Erfolge der Saison. Durch die Siege in allen Wettbewerben wurde der Verein zum zweiten Verein in der Geschichte, der es geschafft hat, sechs Titel zu gewinnen.
Der Stürmer Robert Lewandowski wurde nach 34 Toren zum besten Spieler der Bundesligasaison gewählt.

## Personalien

### Kader
Die Saison 2019/20 war die erste Saison seit 2006/07 ohne Franck Ribéry, der im Sommer zur AC Florenz wechselte, und die erste seit 2008/09 ohne den Niederländer Arjen Robben, der nach der Saison 2018/19 zunächst zurücktrat.
| Manuel Neuer      |
| Sven Ulreich      |
| Christian Früchtl |

| David Alaba      |
| Jérôme Boateng   |
| Alphonso Davies  |
| Álvaro Odriozola |
| Niklas Süle      |
| Benjamin Pavard  |
| Javi Martínez    |
| Lucas Hernández  |
| Chris Richards   |

| Philippe Coutinho    |
| Michaël Cuisance     |
| Leon Goretzka        |
| Joshua Kimmich       |
| Oliver Batista-Meier |
| Jamal Musiala        |
| Ivan Perišić         |
| Sarpreet Singh       |
| Malik Tillman        |
| Thiago               |
| Corentin Tolisso     |
| Paul Will            |

| Jann-Fiete Arp     |
| Kingsley Coman     |
| Leon Dajaku        |
| Serge Gnabry       |
|                    |
| Robert Lewandowski |
| Thomas Müller      |
| Joshua Zirkzee     |

### Transfers

#### Zugänge
Der Verein verstärkte sich mit u. a. Lucas Hernández, der mit einer Ablöse von 80 Millionen Euro zum teuersten Transfer der Vereinsgeschichte avancierte. Der Neuzugang von Atlético Madrid wurde ebenfalls zum teuersten Transfer in der Geschichte der Bundesliga. Dieser Transfer war Teil des geplanten Kaderumbruchs des Teams, um die Urgesteine Boateng und Hummels langfristig zu ersetzen.
Fiete Arp kam vom Hamburger SV als Perspektivspieler nach München, der Transfer wurde jedoch aufgrund seiner fehlenden Erfahrung im Profibereich kritisch beäugt. Auch die hohe Ablöse, die der FC Bayern bezahlte, wurde kritisiert. Letztendlich spielte Arp während seiner Zeit in München hauptsächlich in der zweiten Mannschaft.
Auf Leihbasis wechselten Philippe Coutinho (FC Barcelona), Álvaro Odriozola (Real Madrid) und Ivan Perišić (Inter Milan) zum FC Bayern. Alle drei verließen den Verein nach der Leihe.

#### Abgänge
Zu den Abgängen zählten die Vereinsikonen Arjen Robben und Franck Ribéry. Die beiden Spieler waren ein wichtiger Teil des Erfolges in der Champions League 2012/13 und waren Publikumslieblinge. James Rodríguez ging nach dem Ende seiner Leihe zu Real Madrid zurück. Er bat den FC Bayern, die Kaufoption nicht zu ziehen.
| Zugänge | Abgänge |
| --- | --- |
| - Fiete Arp (Hamburger SV) - Philippe Coutinho (FC Barcelona) - Michaël Cuisance (Borussia Mönchengladbach) - Lucas Hernández (Atlético Madrid) - Álvaro Odriozola (Real Madrid) - Benjamin Pavard (VfB Stuttgart) - Ivan Perišić (Inter Milan) | - Franck Ribéry (AC Florenz) - Arjen Robben (Karriereende) - James Rodríguez (Real Madrid) - Marco Friedl (Werder Bremen) - Rafinha (Flamengo) - Mats Hummels (Borussia Dortmund) - Jeong Woo-yeong (SC Freiburg) - Renato Sanches (OSC Lille) |

## Spielbekleidung
| Heim | Auswärts | Alternativ |

## Saison
Alle Ergebnisse aus Sicht des FC Bayern München.

### Bundesliga
→ Hauptartikel: Fußball-Bundesliga 2019/20
Der FC Bayern wurde mit 82 Punkten zum achten Mal in Folge deutscher Meister. Auf dem zweiten Platz landete Borussia Dortmund mit 69 Punkten. Es war Bayerns 55. Saison in Folge in der ersten deutschen Liga seit dem Aufstieg im Jahr 1965.
Aufgrund der schlechten Resultate Anfang November wurde Trainer Niko Kovač entlassen. Unter Hansi Flick konnte sich die Mannschaft stabilisieren. So schafften die Bayern nach einem 7. Platz am 14. Spieltag, den Aufstieg bis auf Patz 1. In der Rückrunde schafften die Bayern so 49 von 51 möglichen Punkten.
| Runde | Datum              | Gegner                   | Ort      | Ergebnis |
| ----- | ------------------ | ------------------------ | -------- | -------- |
| 1     | 16. August 2019    | Hertha BSC               | Heim     | 2:2      |
| 2     | 24. August 2019    | Schalke 04               | Auswärts | 3:0      |
| 3     | 31. August 2019    | 1. FSV Mainz 05          | Heim     | 6:1      |
| 4     | 14. September 2019 | RB Leipzig               | Auswärts | 1:1      |
| 5     | 21. September 2019 | 1. FC Köln               | Heim     | 4:0      |
| 6     | 28. September 2019 | SC Paderborn             | Auswärts | 3:2      |
| 7     | 5. Oktober 2019    | TSG 1899 Hoffenheim      | Heim     | 1:2      |
| 8     | 19. Oktober 2019   | FC Augsburg              | Auswärts | 2:2      |
| 9     | 26. Oktober 2019   | Union Berlin             | Heim     | 2:1      |
| 10    | 2. November 2019   | Eintracht Frankfurt      | Auswärts | 1:5      |
| 11    | 9. November 2019   | Borussia Dortmund        | Heim     | 4:0      |
| 12    | 23. November 2019  | Fortuna Düsseldorf       | Auswärts | 4:0      |
| 13    | 30. November 2019  | Bayer 04 Leverkusen      | Heim     | 1:2      |
| 14    | 7. Dezember 2019   | Borussia Mönchengladbach | Auswärts | 1:2      |
| 15    | 14. Dezember 2019  | Werder Bremen            | Heim     | 6:1      |
| 16    | 18. Dezember 2019  | SC Freiburg              | Auswärts | 3:1      |
| 17    | 21. Dezember 2019  | VfL Wolfsburg            | Heim     | 2:0      |
| 18    | 19. Januar 2020    | Hertha BSC               | Auswärts | 4:0      |
| 19    | 25. Januar 2020    | Schalke 04               | Heim     | 5:0      |
| 20    | 1. Februar 2020    | Mainz 05                 | Auswärts | 3:1      |
| 21    | 9. Februar 2020    | RB Leipzig               | Heim     | 0:0      |
| 22    | 16. Februar 2020   | 1. FC Köln               | Auswärts | 4:1      |
| 23    | 21. Februar 2020   | SC Paderborn             | Heim     | 3:2      |
| 24    | 29. Februar 2020   | TSG 1899 Hoffenheim      | Auswärts | 6:0      |
| 25    | 8. März 2020       | FC Augsburg              | Heim     | 2:0      |
| 26    | 17. Mai 2020       | Union Berlin             | Auswärts | 2:0      |
| 27    | 23. Mai 2020       | Eintracht Frankfurt      | Heim     | 5:2      |
| 28    | 26. Mai 2020       | Borussia Dortmund        | Auswärts | 1:0      |
| 29    | 30. Mai 2020       | Fortuna Düsseldorf       | Heim     | 5:0      |
| 30    | 6. Juni 2020       | Bayer 04 Leverkusen      | Auswärts | 4:2      |
| 31    | 13. Juni 2020      | Borussia Mönchengladbach | Heim     | 2:1      |
| 32    | 16. Juni 2020      | Werder Bremen            | Auswärts | 1:0      |
| 33    | 20. Juni 2020      | SC Freiburg              | Heim     | 3:1      |
| 34    | 27. Juni 2020      | VFL Wolfsburg            | Auswärts | 4:0      |

#### Saisonverlauf
Der Saisonstart begann für den FC Bayern eher mittelmäßig: ein 2:2 gegen Hertha BSC. Es fehlten beim Auftakt sowohl Javi Martínez als auch Ivan Perišić. Den ersten Sieg gab es Auswärts beim FC Schalke 04, ein Dreierpack von Robert Lewandowski sicherte den Bayern den Sieg. Nach einem Sieg gegen Mainz, gab es am vierten Spieltag das Spiel um die Tabellenführung: RB Leipzig (1. Platz) gegen Bayern (2. Platz). Ein 1:1 war jedoch für die Bayen ein enttäuschendes Resultat (Thomas Müller: „Insgesamt sind wir schon ein bisschen enttäuscht vom Ergebnis. Der Killerinstinkt hat gefehlt“).
Nach Siegen gegen Köln und Paderborn, verlor der FC Bayern am 7. Spieltag im Heimspiel gegen Hoffenheim. Adamyan sorgte mit einem Doppelpack für den Sieg. Am 8. Spieltag gab der Verein in der Nachspielzeit die Führung gegen Augsburg aus der Hand. So verpasste er knapp die Tabellenführung und musste dazu eine Verletzung von Niklas Süle in Kauf nehmen. Nach einem Sieg gegen Union Berlin setzte es am 10. Spieltag eine 1:5-Niederlage gegen Eintracht Frankfurt. Die Blamage bedeutete das Aus von Niko Kovač als Trainer, Hansi Flick wurde als Ersatz nominiert.
Beim ersten Spiel unter Flick schaffte es der FC Bayern im Klassiker Borussia Dortmund mit 4:0 zu besiegen. Nach einem Sieg gegen Düsseldorf verloren die Bayern gegen Leverkusen mit 1:2. Trotz Überzahl gelang ihnen nicht der Ausgleich. Die letzten Spieltage vor der Winterpause verliefen aus Sicht der Bayern gut, in drei Spielen schafften sie drei Siege.
Die zweite Saisonhälfte verlief besser als die Erste. Nach einem 4:0 Auftakt gegen Hertha BSC, einem 5:0 gegen Schalke 04 und einem 3:1 gegen Mainz, spielten die Bayern 0:0 gegen Leipzig. Am 21. Spieltag kam der Verein so an die Tabellenspitze. Diese behielt er auch, gewann jedes Spiel bis zum Ende der Saison. Am 32. Spieltag wurden die Bayern mit einem 1:0-Sieg gegen Bremen zum achten Mal in Folge deutscher Meister.

### DFB-Pokal
Hauptartikel: DFB-Pokal 2019/20
Der FC Bayern ging als Sieger des DFB-Pokals hervor. Mit einem 4:2-Sieg gegen Bayer 04 Leverkusen konnten sich die Bayern ihren 20. Titel in dem Wettbewerb sichern. Das Finale fand am 4. Juli 2020 statt (ursprünglich geplant war der 23. Mai, das Finale musste jedoch aufgrund der COVID-19-Pandemie verschoben werden).
| Runde | Datum            | Gegner              | Ort      | Ergebnis |
| ----- | ---------------- | ------------------- | -------- | -------- |
| 1     | 12. August 2019  | Energie Cottbus     | Auswärts | 3:1      |
| 2     | 29. Oktober 2019 | VfL Bochum          | Auswärts | 2:1      |
| 3     | 5. Februar 2020  | TSG 1899 Hoffenheim | Heim     | 4:3      |
| 4     | 3. März 2020     | Schalke 04          | Auswärts | 1:0      |
| 5     | 10. Juni 2020    | Eintracht Frankfurt | Heim     | 2:1      |
| 6     | 4. Juli 2020     | Bayer 04 Leverkusen | Finale   | 4:2      |

| Bayer 04 Leverkusen                                  | Bayer 04 Leverkusen | FC Bayern München | FC Bayern München | Aufstellung                                             |
| ---------------------------------------------------- | --- | --- | ----------------- | ------------------------------------------------------- |
| Bayer 04 Leverkusen                                  | \| 4. Juli 2020 um 20:00 Uhr in Berlin (Olympiastadion) \| \| Ergebnis: 2:4 (0:2) \| \| Zuschauer: keine (aufgrund der COVID-19-Pandemie) \| \| Schiedsrichter: Tobias Welz \| | \| 4. Juli 2020 um 20:00 Uhr in Berlin (Olympiastadion) \| \| Ergebnis: 2:4 (0:2) \| \| Zuschauer: keine (aufgrund der COVID-19-Pandemie) \| \| Schiedsrichter: Tobias Welz \| | FC Bayern München | Aufstellung Bayer 04 Leverkusen gegen FC Bayern München |
| Bayer 04 Leverkusen                                  | Lukáš Hrádecký – Lars Bender (82. Mitchell Weiser), Edmond Tapsoba, Sven Bender, Wendell – Charles Aránguiz, Julian Baumgartlinger (46. Kerem Demirbay), Moussa Diaby, Nadiem Amiri (46. Kevin Volland), Leon Bailey (76. Karim Bellarabi) – Kai Havertz Cheftrainer: Peter Bosz ( Niederlande) | Manuel Neuer – Benjamin Pavard, Jérôme Boateng (69. Lucas Hernández), David Alaba, Alphonso Davies – Joshua Kimmich, Leon Goretzka, Serge Gnabry (87. Philippe Coutinho), Thomas Müller (87. Thiago), Kingsley Coman (65. Ivan Perišić) – Robert Lewandowski Cheftrainer: Hansi Flick | FC Bayern München | Aufstellung Bayer 04 Leverkusen gegen FC Bayern München |
| Bayer 04 Leverkusen                                  | 1:3 Sven Bender (64.) 2:4 Kai Havertz (90.+5', Handelfmeter) | 0:1 David Alaba (16.) 0:2 Serge Gnabry (24.) 0:3 Robert Lewandowski (59.) 1:4 Robert Lewandowski (89.) | FC Bayern München | Aufstellung Bayer 04 Leverkusen gegen FC Bayern München |
| 4. Juli 2020 um 20:00 Uhr in Berlin (Olympiastadion) | | |                   |                                                         |
| Ergebnis: 2:4 (0:2)                                  | | |                   |                                                         |
| Zuschauer: keine (aufgrund der COVID-19-Pandemie)    | | |                   |                                                         |
| Schiedsrichter: Tobias Welz                          | | |                   |                                                         |

### DFL-Supercup
Der FC Bayern verlor den DFL-Supercup 2019 im Signal Iduna Park gegen Borussia Dortmund mit 0:2. Es war das siebte Duell der beiden Mannschaften im DFL-Supercup, Borussia Dortmund gewann somit den sechsten Supercup der Vereinsgeschichte.
| Borussia Dortmund                                | Borussia Dortmund | FC Bayern München | FC Bayern München | Aufstellung                                           |
| ------------------------------------------------ | --- | --- | ----------------- | ----------------------------------------------------- |
| Borussia Dortmund                                | \| 3. August 2019 um 20:30 Uhr in Signal Iduna Park \| \| Ergebnis: 2:0 (0:0) \| \| Zuschauer: 81.365 \| \| Schiedsrichter: Daniel Siebert \| | \| 3. August 2019 um 20:30 Uhr in Signal Iduna Park \| \| Ergebnis: 2:0 (0:0) \| \| Zuschauer: 81.365 \| \| Schiedsrichter: Daniel Siebert \| | FC Bayern München | Aufstellung Borussia Dortmund gegen FC Bayern München |
| Borussia Dortmund                                | Marwin Hitz – Łukasz Piszczek (80. Marius Wolf), Manuel Akanji, Ömer Toprak, Nico Schulz – Axel Witsel, Julian Weigl, Jadon Sancho (81. Jacob Bruun Larsen), Marco Reus , Raphaël Guerreiro (75. Achraf Hakimi) – Paco Alcácer Cheftrainer: Lucien Favre ( Schweiz) | Manuel Neuer – Joshua Kimmich, Niklas Süle, Jérôme Boateng, David Alaba (70. Renato Sanches) – Thiago (80. Benjamin Pavard), Leon Goretzka, Corentin Tolisso, Thomas Müller (66. Alphonso Davies), Kingsley Coman – Robert Lewandowski Cheftrainer: Niko Kovač ( Kroatien) | FC Bayern München | Aufstellung Borussia Dortmund gegen FC Bayern München |
| Borussia Dortmund                                | 1:0 Paco Alcácer (48.) 2:0 Jadon Sancho (69.) | | FC Bayern München | Aufstellung Borussia Dortmund gegen FC Bayern München |
| Borussia Dortmund                                | Jérôme Boateng (52.), Robert Lewandowski (60.), Joshua Kimmich (77.) | | FC Bayern München | Aufstellung Borussia Dortmund gegen FC Bayern München |
| 3. August 2019 um 20:30 Uhr in Signal Iduna Park | | |                   |                                                       |
| Ergebnis: 2:0 (0:0)                              | | |                   |                                                       |
| Zuschauer: 81.365                                | | |                   |                                                       |
| Schiedsrichter: Daniel Siebert                   | | |                   |                                                       |

### UEFA Champions League

#### Gruppe
Der FC Bayern ging als Sieger aus der Gruppenphase gegen Tottenham Hotspur, Olympiakos Piräus und FK Roter Stern Belgrad heraus. Dies wurde zu einem historischen Ergebnis, da zuvor noch nie ein deutscher Verein alle Gruppenspiele der Champions League gewinnen konnte. Robert Lewandowski schoss beim 6:0 gegen FK Roter Stern Belgrad vier Tore innerhalb von 15 Minuten und stellte somit einen neuen Rekord in diesem Wettbewerb auf. Beim 7:2-Sieg gegen Tottenham Hotspur wurde Serge Gnabry zum zweiten deutschen Spieler der es schaffte vier Tore in der Champions League zu erzielen. Der einzige, der das bisher geschafft hatte, war Mario Gómez.
| Pl. | Verein                 | Sp. | S | U | N | Tore  | Diff. | Punkte |
| --- | ---------------------- | --- | - | - | - | ----- | ----- | ------ |
| 1.  | FC Bayern München      | 6   | 6 | 0 | 0 | 24:5  | +19   | 18     |
| 2.  | Tottenham Hotspur      | 6   | 3 | 1 | 2 | 18:14 | +4    | 10     |
| 3.  | Olympiakos Piräus      | 6   | 1 | 1 | 4 | 8:14  | −6    | 4      |
| 4.  | FK Roter Stern Belgrad | 6   | 1 | 0 | 5 | 3:20  | −17   | 3      |

| Runde | Datum              | Gegner                 | Ort      | Ergebnis |
| ----- | ------------------ | ---------------------- | -------- | -------- |
| 1     | 18. September 2019 | FK Roter Stern Belgrad | Heim     | 3:0      |
| 2     | 1. Oktober 2019    | Tottenham Hotspur      | Auswärts | 7:2      |
| 3     | 22. Oktober 2019   | Olympiakus Piräus      | Auswärts | 3:2      |
| 4     | 6. November 2019   | Olympiakus Piräus      | Heim     | 2:0      |
| 5     | 26. November 2019  | FK Roter Stern Belgrad | Auswärts | 6:0      |
| 6     | 11. Dezember 2019  | Tottenham Hotspur      | Heim     | 3:1      |

#### K.-o.-Phase
Aufgrund der COVID-19-Pandemie wurde nach dem Achtelfinale der Wettbewerb auf neutralem Boden in Lissabon später im gleichen Jahr fortgesetzt. Die Spiele ab dem Viertelfinale wurden ohne Rückspiel ausgetragen. Alle Spiele waren Geisterspiele.

##### Achtelfinale
Im Achtelfinale traf der FC Bayern München auf den FC Chelsea. Diesen konnte die Mannschaft mit insgesamt 7:1 besiegen.
| Gruppenzweiter | Gesamt | Gruppensieger     | Hinspiel | Rückspiel |
| -------------- | ------ | ----------------- | -------- | --------- |
| FC Chelsea     | 1:7    | FC Bayern München | 3:0      | 4:1       |

##### Viertelfinale
Im Viertelfinale schaffte der FC Bayern einen 8:2-Sieg gegen den FC Barcelona. Damit wurden die Bayern zu der ersten Mannschaft, die in einem K.-o.-Spiel der UEFA Champions League acht Tore schoss, ebenso wurden in dem Spiel die schnellsten vier Tore in der Geschichte des Wettbewerbs erzielt. Das Spiel wurde mit dem 7:1-Sieg der deutschen Nationalmannschaft 2014 in Brasilien verglichen, es war bei verschiedenen Medien von einer Demütigung des FC Barcelona die Rede. Unter anderem aufgrund des Resultats trennte sich Barcelona von Trainer Quique Setién sowie von Fußballdirektor Éric Abidal.
| FC Barcelona                                                       | FC Barcelona | FC Bayern München | FC Bayern München | Aufstellung                                      |
| ------------------------------------------------------------------ | --- | --- | ----------------- | ------------------------------------------------ |
| FC Barcelona                                                       | \| Freitag, 14. August 2020 um 21:00 Uhr in Lissabon (Estádio da Luz) \| \| Ergebnis: 2:8 (1:4) \| \| Zuschauer: Geisterspiel \| \| Schiedsrichter: Damir Skomina ( Slowenien) \| \| Spielbericht \|                                              | \| Freitag, 14. August 2020 um 21:00 Uhr in Lissabon (Estádio da Luz) \| \| Ergebnis: 2:8 (1:4) \| \| Zuschauer: Geisterspiel \| \| Schiedsrichter: Damir Skomina ( Slowenien) \| \| Spielbericht \| | FC Bayern München | Aufstellung FC Barcelona gegen FC Bayern München |
| FC Barcelona                                                       | Marc-André ter Stegen – Nélson Semedo, Gerard Piqué, Clément Lenglet, Jordi Alba – Sergi Roberto (46. Antoine Griezmann), Sergio Busquets (70. Ansu Fati), Frenkie de Jong – Arturo Vidal – Lionel Messi , Luis Suárez Cheftrainer: Quique Setién | Manuel Neuer – Joshua Kimmich, Jérôme Boateng (76. Niklas Süle), David Alaba, Alphonso Davies (84. Lucas Hernández) – Thiago, Leon Goretzka (84. Corentin Tolisso) – Serge Gnabry (75. Philippe Coutinho), Thomas Müller, Ivan Perišić (67. Kingsley Coman) – Robert Lewandowski Cheftrainer: Hansi Flick | FC Bayern München | Aufstellung FC Barcelona gegen FC Bayern München |
| FC Barcelona                                                       | 1:1 Alaba (7., Eigentor) 2:4 Suárez (57.) | 0:1 Müller (4.) 1:2 Perišić (22.) 1:3 Gnabry (28.) 1:4 Müller (31.) 2:5 Kimmich (63.) 2:6 Lewandowski (82.) 2:7 Coutinho (85.) 2:8 Coutinho (89.) | FC Bayern München | Aufstellung FC Barcelona gegen FC Bayern München |
| FC Barcelona                                                       | Suárez (54.), Alba (60.), Vidal (90.+2) | Boateng (42.), Davies (52.), Salihamidžić (61., Sportvorstand, auf der Bank), Kimmich (85.) | FC Bayern München | Aufstellung FC Barcelona gegen FC Bayern München |
| FC Barcelona                                                       | Spieler des Spiels: Thomas Müller (FC Bayern München) | | FC Bayern München | Aufstellung FC Barcelona gegen FC Bayern München |
| Freitag, 14. August 2020 um 21:00 Uhr in Lissabon (Estádio da Luz) | | |                   |                                                  |
| Ergebnis: 2:8 (1:4)                                                | | |                   |                                                  |
| Zuschauer: Geisterspiel                                            | | |                   |                                                  |
| Schiedsrichter: Damir Skomina ( Slowenien)                         | | |                   |                                                  |
| Spielbericht                                                       | | |                   |                                                  |

##### Halbfinale
Im Halbfinale traf der FC Bayern auf Olympique Lyon. Mit 3:0 konnten die Bayern den französischen Klub besiegen. Serge Gnabry (18. und 33. Minute) sowie Robert Lewandowski (88. Minute) trafen und sicherten dem Verein den Einzug ins Champions-League-Finale. Gnabry wurde zum Man of the Match gekürt. Das Spiel war knapper als das Viertelfinale gegen den FC Barcelona, so drohte dem FC Bayern früh ein Rückstand aufgrund eines Pfostentreffers seitens Lyon.
|                | Gesamt |                   | Ergebnis | Ort                   |
| -------------- | ------ | ----------------- | -------- | --------------------- |
| Olympique Lyon | 0:3    | FC Bayern München | 3:0      | Estadio José Alvalade |

### Finale
Das Finale der Champions League fand am 23. August 2020 im Estádio da Luz statt. Zuerst geplant war das Finale im Atatürk-Olympiastadion in Istanbul auszutragen, aufgrund der COVID-19-Pandemie wurde es jedoch am 17. Juni nach Lissabon umgesiedelt. Mit einem Kopfballtor von Kingsley Coman konnten sich die Bayern mit 1:0 durchsetzen und gewannen die Champions League. Coman wurde somit zum ersten Spieler, der im Finale der Champions League gegen seinen ehemaligen Verein traf. Er wurde ebenfalls zum Man of the Match gewählt.
| Paris Saint-Germain                          | Paris Saint-Germain | FC Bayern München | FC Bayern München | Aufstellung                                             |
| -------------------------------------------- | --- | --- | ----------------- | ------------------------------------------------------- |
| Paris Saint-Germain                          | \| 23. August 2020 in Lissabon (Estádio da Luz) \| \| Ergebnis: 0:1 (0:0) \| \| Zuschauer: Geisterspiel \| \| Schiedsrichter: Daniele Orsato ( Italien) 1 \| \| Spielbericht \| | \| 23. August 2020 in Lissabon (Estádio da Luz) \| \| Ergebnis: 0:1 (0:0) \| \| Zuschauer: Geisterspiel \| \| Schiedsrichter: Daniele Orsato ( Italien) 1 \| \| Spielbericht \| | FC Bayern München | Aufstellung Paris Saint-Germain gegen FC Bayern München |
| Paris Saint-Germain                          | Keylor Navas – Thilo Kehrer, Thiago Silva , Presnel Kimpembe, Juan Bernat (81. Layvin Kurzawa) – Ander Herrera (72. Julian Draxler), Marquinhos, Leandro Paredes (65. Marco Verratti) – Ángel Di María (80. Eric Maxim Choupo-Moting), Neymar, Kylian Mbappé Cheftrainer: Thomas Tuchel ( Deutschland) | Manuel Neuer – Joshua Kimmich, Jérôme Boateng (25. Niklas Süle), David Alaba, Alphonso Davies – Leon Goretzka, Thiago (86. Corentin Tolisso) – Serge Gnabry (68. Philippe Coutinho), Thomas Müller, Kingsley Coman (68. Ivan Perišić) – Robert Lewandowski Cheftrainer: Hansi Flick | FC Bayern München | Aufstellung Paris Saint-Germain gegen FC Bayern München |
| Paris Saint-Germain                          | 0:1 Kingsley Coman (59.) | | FC Bayern München | Aufstellung Paris Saint-Germain gegen FC Bayern München |
| Paris Saint-Germain                          | Leandro Paredes (52.), Neymar (81.), Thiago Silva (83.), Layvin Kurzawa (85.) | Alphonso Davies (28.), Serge Gnabry (52.), Niklas Süle (56.), Thomas Müller (90.+4') | FC Bayern München | Aufstellung Paris Saint-Germain gegen FC Bayern München |
| Paris Saint-Germain                          | Spieler des Spiels: Kingsley Coman (FC Bayern München) | | FC Bayern München | Aufstellung Paris Saint-Germain gegen FC Bayern München |
| 23. August 2020 in Lissabon (Estádio da Luz) | | |                   |                                                         |
| Ergebnis: 0:1 (0:0)                          | | |                   |                                                         |
| Zuschauer: Geisterspiel                      | | |                   |                                                         |
| Schiedsrichter: Daniele Orsato ( Italien) 1  | | |                   |                                                         |
| Spielbericht                                 | | |                   |                                                         |

## Statistiken

### Beste Spieler
Thomas Müller wurde mit 21 Vorlagen zum besten Vorlagengeber der Saison. Er übertraf somit den bisherigen Rekord von Kevin De Bruyne. Robert Lewandowski wurde zum Spieler der Saison der Bundesliga, nachdem er insgesamt 55 Tore schoss. Er gewann ebenfalls die Torjägerkanone. Auch Manuel Neuer wurde für seine Leistungen belohnt: Er wurde sowohl zum besten Torhüter der Champions League gekürt, als auch zum besten Torhüter der Bundesliga.

### Tabelle
| Spieler              | Bundesliga | Bundesliga | Bundesliga  | Bundesliga | DFB-Pokal | DFB-Pokal | DFB-Pokal   | DFB-Pokal  | Champions League | Champions League | Champions League | Champions League | Super Cup | Super Cup | Super Cup   | Super Cup  | Total    | Total | Total       | Total      |
| Spieler              | Einsätze   | Tore       | Gelbe Karte | Rote Karte | Einsätze  | Tore      | Gelbe Karte | Rote Karte | Einsätze         | Tore             | Gelbe Karte      | Rote Karte       | Einsätze  | Tore      | Gelbe Karte | Rote Karte | Einsätze | Tore  | Gelbe Karte | Rote Karte |
| -------------------- | ---------- | ---------- | ----------- | ---------- | --------- | --------- | ----------- | ---------- | ---------------- | ---------------- | ---------------- | ---------------- | --------- | --------- | ----------- | ---------- | -------- | ----- | ----------- | ---------- |
| Manuel Neuer         | 33         | 0          | 0           | 0          | 6         | 0         | 0           | 0          | 11               | 0                | 1                | 0                | 1         | 0         | 0           | 0          | 51       | 0     | 1           | 0          |
| Sven Ulreich         | 1          | 0          | 1           | 0          | 0         | 0         | 0           | 0          | 0                | 0                | 0                | 0                | 0         | 0         | 0           | 0          | 1        | 0     | 1           | 0          |
| Christian Früchtl    | 0          | 0          | 0           | 0          | 0         | 0         | 0           | 0          | 0                | 0                | 0                | 0                | 0         | 0         | 0           | 0          | 0        | 0     | 0           | 0          |
| David Alaba          | 28         | 1          | 0           | 0          | 5         | 1         | 1           | 0          | 8                | 0                | 0                | 0                | 1         | 0         | 0           | 0          | 42       | 2     | 1           | 0          |
| Jérôme Boateng       | 24         | 0          | 5           | 1          | 4         | 0         | 0           | 0          | 9                | 0                | 1                | 0                | 1         | 0         | 1           | 0          | 38       | 0     | 7           | 1          |
| Alphonso Davies      | 29         | 3          | 2           | 1          | 5         | 0         | 0           | 0          | 8                | 0                | 0                | 0                | 1         | 0         | 0           | 0          | 43       | 3     | 2           | 1          |
| Álvaro Odriozola     | 3          | 0          | 0           | 0          | 1         | 0         | 0           | 0          | 1                | 0                | 0                | 0                | 0         | 0         | 0           | 0          | 5        | 0     | 0           | 0          |
| Niklas Süle          | 8          | 0          | 1           | 0          | 1         | 0         | 0           | 0          | 6                | 0                | 0                | 0                | 1         | 0         | 0           | 0          | 16       | 0     | 1           | 0          |
| Benjamin Pavard      | 32         | 4          | 5           | 0          | 6         | 0         | 1           | 0          | 8                | 0                | 0                | 0                | 1         | 0         | 0           | 0          | 47       | 4     | 6           | 0          |
| Javi Martínez        | 16         | 0          | 3           | 1          | 1         | 0         | 0           | 0          | 7                | 0                | 0                | 0                | 0         | 0         | 0           | 0          | 24       | 0     | 3           | 1          |
| Lucas Hernández      | 19         | 0          | 3           | 0          | 3         | 0         | 1           | 0          | 3                | 0                | 0                | 0                | 0         | 0         | 0           | 0          | 25       | 0     | 4           | 0          |
| Chris Richards       | 1          | 0          | 0           | 0          | 0         | 0         | 0           | 0          | 0                | 0                | 0                | 0                | 0         | 0         | 0           | 0          | 1        | 0     | 0           | 0          |
| Philippe Coutinho    | 23         | 8          | 0           | 0          | 4         | 0         | 0           | 0          | 11               | 3                | 0                | 0                | 0         | 0         | 0           | 0          | 38       | 11    | 0           | 0          |
| Michaël Cuisance     | 9          | 1          | 1           | 0          | 1         | 0         | 0           | 0          | 0                | 0                | 0                | 0                | 0         | 0         | 0           | 0          | 10       | 1     | 1           | 0          |
| Leon Goretzka        | 24         | 6          | 2           | 0          | 5         | 1         | 0           | 0          | 8                | 1                | 0                | 0                | 1         | 0         | 0           | 0          | 38       | 8     | 2           | 0          |
| Joshua Kimmich       | 33         | 4          | 7           | 0          | 6         | 1         | 1           | 0          | 11               | 2                | 3                | 0                | 1         | 0         | 1           | 0          | 51       | 7     | 12          | 0          |
| Oliver Batista-Meier | 1          | 0          | 0           | 0          | 0         | 0         | 0           | 0          | 0                | 0                | 0                | 0                | 0         | 0         | 0           | 0          | 1        | 0     | 0           | 0          |
| Jamal Musiala        | 1          | 0          | 0           | 0          | 0         | 0         | 0           | 0          | 0                | 0                | 0                | 0                | 0         | 0         | 0           | 0          | 1        | 0     | 0           | 0          |
| Ivan Perišić         | 22         | 4          | 1           | 0          | 3         | 1         | 1           | 0          | 10               | 3                | 0                | 0                | 0         | 0         | 0           | 0          | 35       | 8     | 2           | 0          |
| Sarpreet Singh       | 2          | 0          | 0           | 0          | 0         | 0         | 0           | 0          | 0                | 0                | 0                | 0                | 0         | 0         | 0           | 0          | 2        | 0     | 0           | 0          |
| Thiago Alcântara     | 24         | 3          | 7           | 0          | 5         | 0         | 1           | 0          | 10               | 0                | 2                | 0                | 1         | 0         | 0           | 0          | 40       | 3     | 10          | 0          |
| Corentin Tolisso     | 13         | 1          | 0           | 0          | 4         | 0         | 0           | 1          | 0                | 10               | 3                | 0                | 1         | 0         | 0           | 0          | 18       | 11    | 3           | 1          |
| Paul Will            | 0          | 0          | 0           | 0          | 0         | 0         | 0           | 0          | 0                | 0                | 0                | 0                | 0         | 0         | 0           | 0          | 0        | 0     | 0           | 0          |
| Fiete Arp            | 0          | 0          | 0           | 0          | 0         | 0         | 0           | 0          | 0                | 0                | 0                | 0                | 0         | 0         | 0           | 0          | 0        | 0     | 0           | 0          |
| Kingsley Coman       | 24         | 4          | 2           | 0          | 4         | 1         | 0           | 0          | 9                | 3                | 0                | 0                | 1         | 0         | 0           | 0          | 38       | 8     | 2           | 0          |
| Leon Dajaku          | 2          | 0          | 0           | 0          | 0         | 0         | 0           | 0          | 0                | 0                | 0                | 0                | 0         | 0         | 0           | 0          | 2        | 0     | 0           | 0          |
| Serge Gnabry         | 31         | 12         | 0           | 0          | 5         | 2         | 0           | 0          | 10               | 9                | 2                | 0                | 0         | 0         | 0           | 0          | 46       | 23    | 2           | 0          |
| Robert Lewandowski   | 31         | 34         | 5           | 0          | 5         | 6         | 1           | 0          | 10               | 15               | 0                | 0                | 1         | 0         | 1           | 0          | 47       | 55    | 7           | 0          |
| Thomas Müller        | 33         | 8          | 5           | 0          | 6         | 2         | 0           | 0          | 10               | 4                | 1                | 0                | 1         | 0         | 0           | 0          | 50       | 14    | 6           | 0          |
| Joshua Zirkzee       | 9          | 4          | 0           | 0          | 2         | 0         | 0           | 0          | 1                | 0                | 0                | 0                | 0         | 0         | 0           | 0          | 12       | 4     | 0           | 0          |

### Zuschauer
In der Bundesliga empfing der FC Bayern in 17 Pflichtspielen in der Allianz Arena insgesamt 975'000 Zuschauer, im Schnitt 57'353 pro Spiel, eine Stadionauslastung von 76,47 Prozent. Auf die Auswärtsspiele kamen insgesamt 30'618 Zuschauer.